# Trật mắt cá chân
Trật mắt cá chân hay còn được gọi là xoắn mắt cá chân hoặc cuộn mắt cá chân là một chấn thương thường gặp khi xảy ra bong gân trên một hoặc nhiều dây chằng của mắt cá chân.

## Các dấu hiệu và triệu chứng
Hiểu biết về các triệu chứng có thể gặp phải với bong gân là rất quan trọng trong việc xác định rằng chấn thương không phải là gãy xương bên trong. Khi xảy ra bong gân, các mạch máu sẽ rò rỉ chất lỏng vào các mô bao quanh khớp. Các tế bào máu màu trắng chịu trách nhiệm cho tình trạng viêm lan đến khu vực này, và lưu lượng máu cũng tăng lên. Cùng với viêm, sưng là hiện tượng đau đớn. Các dây thần kinh trong khu vực này trở nên nhạy cảm hơn khi chấn thương, do đó người bị bong gân sẽ có cảm giác đau nhói và sẽ tồi tệ hơn nếu bị vật nặng đè lên khu vực bị đau. Vùng bị thương nóng hơn và đỏ do lưu lượng máu tăng lên. Ngoài ra khả năng di chuyển khớp cũng bị giảm

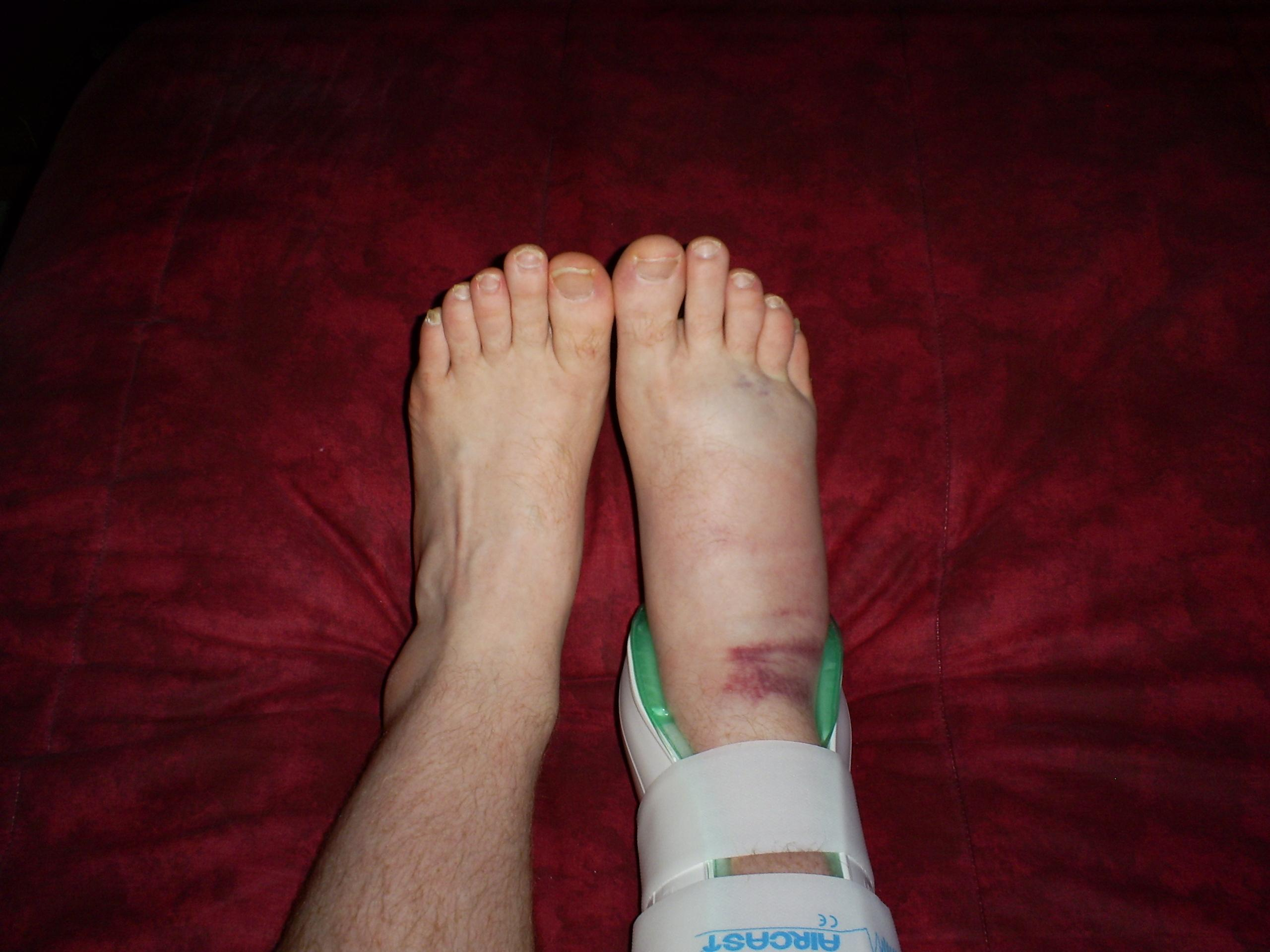
Chân phải, bó bởi 2 thanh nẹp nối, đã trở nên sưng lên do hậu quả của bong gân mắt cá chân cấp độ 2.
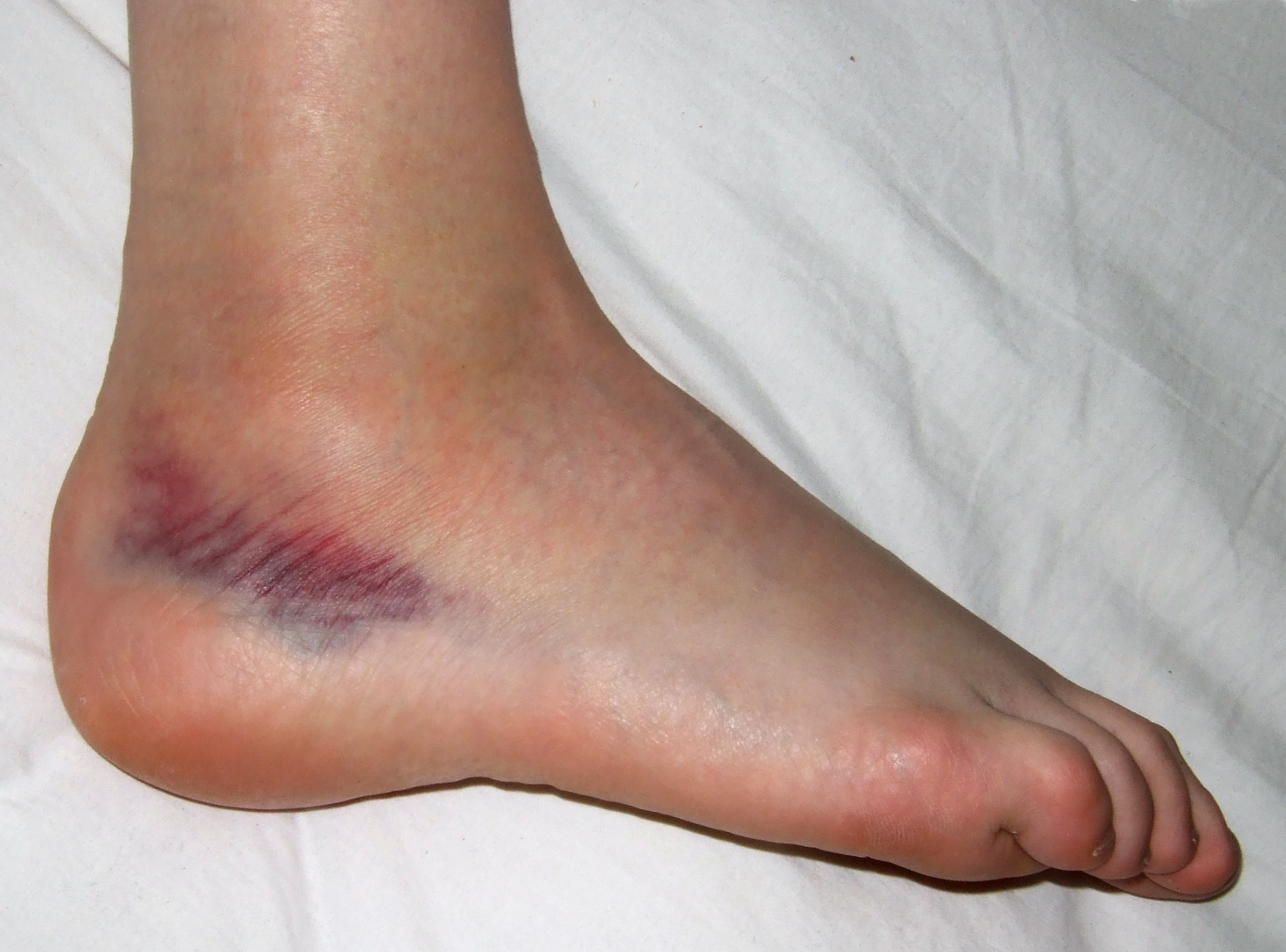
Chân phải. Bong gân cấp độ 2, hai ngày sau khi bị thương.
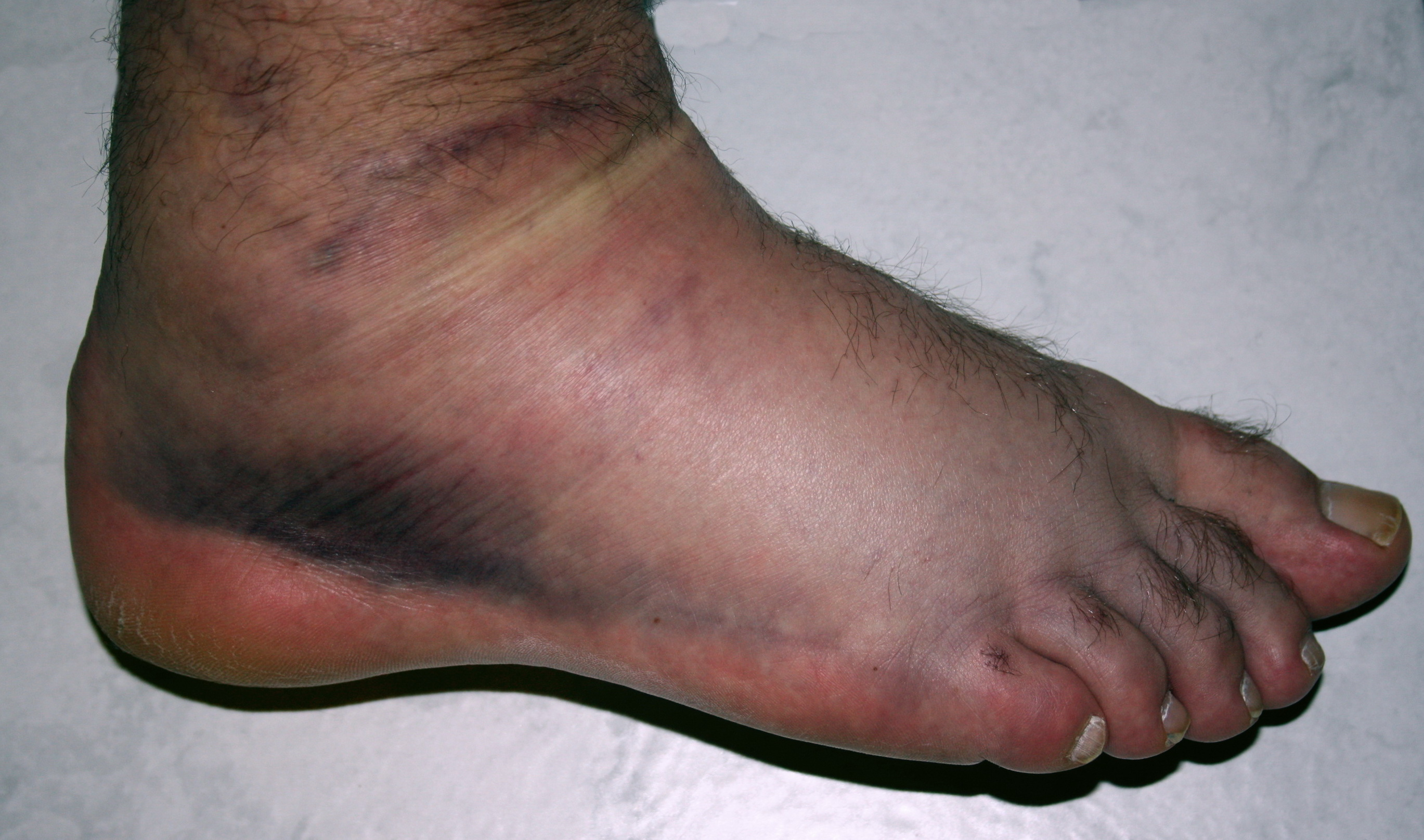
Chân phải, bong gân cấp độ 3. Một ngày sau khi bị thương.

## Nguyên nhân gây ra
Sự vận động - đặc biệt là xoay, và gập- chân là nguyên nhân chính của một trật mắt cá chân.
Nguy cơ bị bong gân lớn nhất trong các hoạt động liên quan đến chuyển động từ bên này sang bên kia, chẳng hạn như đá bóng, quần vợt hoặc bóng rổ. Mắt cá chân bị bong gân cũng có thể xảy ra trong các hoạt động bình thường hàng ngày như bước trượt ra khỏi lề đường hoặc trượt trên băng. Trở lại hoạt động trước khi các dây chằng đã lành hoàn toàn có thể làm cho chúng tổn thương ở một vị trí kéo dài hơn và nặng hơn, dẫn đến sự ổn định ít hơn ở khớp mắt cá chân. Điều này có thể dẫn đến một tình trạng được gọi là tình trạng bất ổn mắt cá chân mãn tính (CAI), và tăng nguy cơ bong gân mắt cá chân.
Các yếu tố sau có thể làm tăng nguy cơ bong gân ở mắt cá chân
- Các cơ / gân yếu đi qua khớp mắt cá chân, đặc biệt là các cơ của cẳng chân băng qua bên ngoài, hoặc phần bên của khớp mắt cá chân (tức là cơ tim hoặc cơ vân);
- Dây chằng yếu hoặc lỏng lẻo kết hợp với nhau xương của khớp mắt cá chân - điều này có thể là di truyền hoặc do quá tải dây chằng dẫn đến bong gân mắt cá chân lặp đi lặp lại;
- Sự thiếu cân đối chung (vị trí khớp);;
- Nơron thần kinh phản ứng chậm khi đến một vị trí không cân bằng;
- Chạy trên bề mặt không bằng phẳng;
- Giày có hỗ trợ gót chân không đầy đủ
- Đi giày cao gót - do vị trí của khớp mắt cá chân với gót chân trên một gót nhỏ cao và yếu.

Bong gân mắt cá chân thường xảy ra do căng thẳng quá mức trên dây chằng mắt cá chân. Nguyên nhân gây ra bởi sự quay vòng bên ngoài quá mức hoặc đảo ngược của bàn chân gây ra bởi một lực bên ngoài. Khi bàn chân di chuyển quá phạm vi chuyển động của nó, sự căng thẳng vượt quá đặt một áp lực lên dây chằng. Nếu áp lực đủ lớn để dây chằng vượt qua điểm giới hạn, thì dây chằng bị ảnh hưởng hoặc bị bong gân.

## Chẩn đoán
Việc chẩn đoán của một ca bong gân dựa trên lịch sử y tế, bao gồm các triệu chứng, cũng như thực hiện một chẩn đoán phân biệt, chủ yếu là trong phân biệt nó từ chấn thương hoặc gãy xương. Quy tắc mắt cá chân Ottawa là một quy tắc đơn giản, được sử dụng rộng rãi để giúp phân biệt gãy xương mắt cá chân hoặc giữa bàn chân từ các chấn thương mắt cá chân khác mà không cần chụp X quang. Nó có độ nhạy gần như 100%, có nghĩa là những bệnh nhân xét nghiệm âm tính theo quy tắc Ottawa gần như chắc chắn không bị trật mắt cá chân.

### Phân loại mức độ nghiêm trọng
Trật mắt cá chân được xếp cấp độ 1, 2 và 3. Tùy thuộc vào số lượng dây chằng thiệt hại hoặc bị hư hỏng, mỗi ca bong gân được phân loại từ nhẹ đến nặng. Bong gân cấp 1 được xác định là tổn thương nhẹ đối với dây chằng mà các khớp không bị ảnh hưởng. Bong gân cấp độ 2 là một phần nước mắt cho dây chằng, trong đó nó được kéo dài đến mức nó trở nên lỏng lẻo. Bong gân cấp độ 3 là một giọt nước mắt hoàn chỉnh của một dây chằng, gây bất ổn trong khớp bị ảnh hưởng. [7] Bầm tím có thể xuất hiện quanh mắt cá chân. [8]

### Loại và phương pháp của bong gân mắt cá chân

#### Xoay ngược (bên) trật mắt cá chân
Loại phổ biến nhất của bong gân mắt cá chân xảy ra khi bàn chân bị xoay ngược quá nhiều, ảnh hưởng đến mặt bên của bàn chân. Khi loại bong gân mắt cá chân này xảy ra, các dây chằng bên ngoài bị kéo dài quá nhiều. Dây chằng talofibular trước là một trong những dây chằng thường gặp nhất trong loại bong gân này. Khoảng 70-85% của bong gân mắt cá chân là chấn thương xoay ngược.

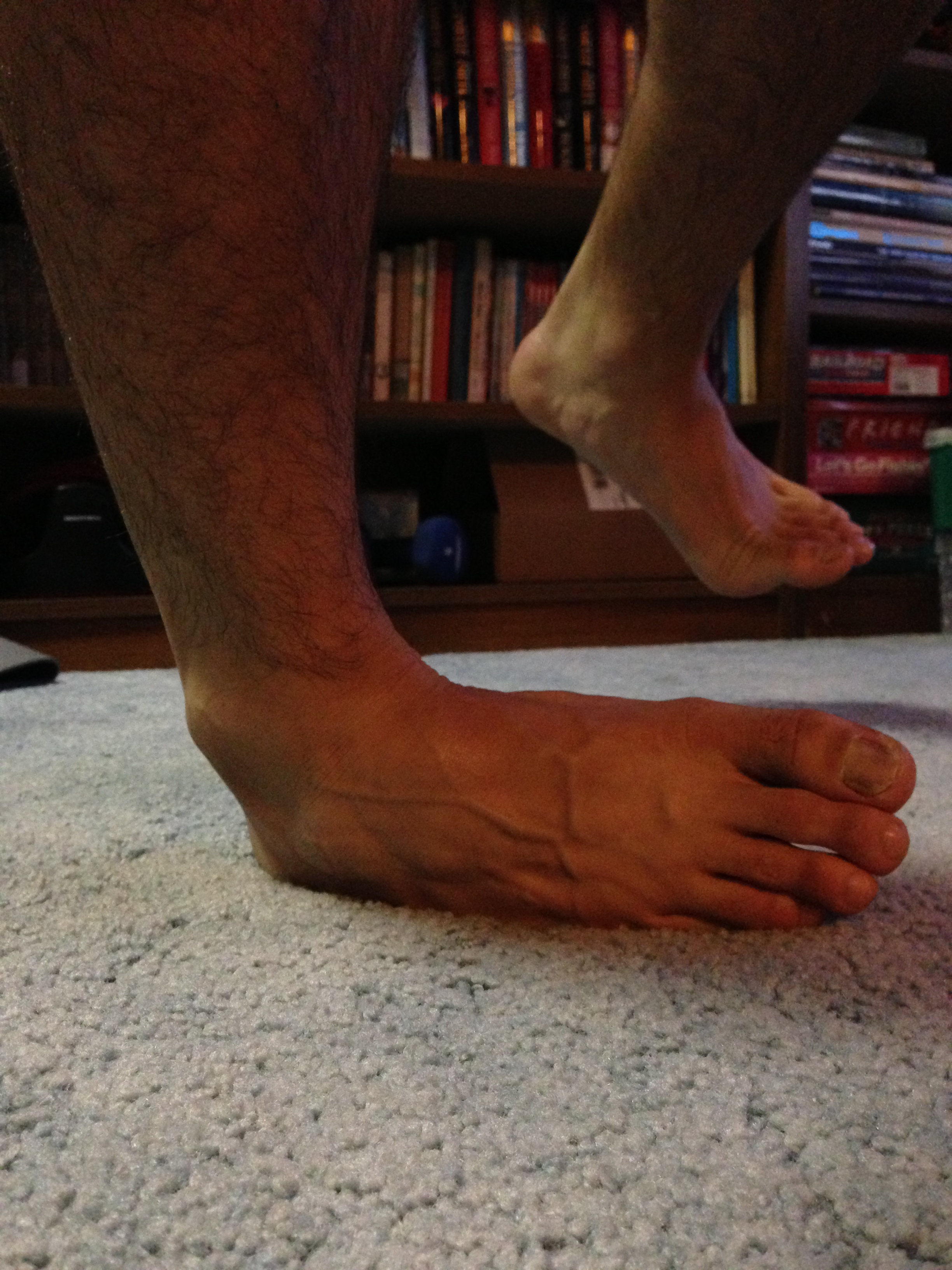
Mắt Cá Chân Đảo Ngược

Khi mắt cá chân bị xoay ngược, dây chằng talofibular trước và calcaneofibular bị hư hỏng. Đây là bong gân mắt cá chân thường gặp nhất.

#### Lộn (trung gian) trật mắt cá chân
Một loại ít gặp hơn của bong gân mắt cá chân được gọi là một chấn thương eversion, ảnh hưởng đến mặt trung gian của bàn chân. Điều này xảy ra khi bàn chân, thay vì quay mắt cá chân về mặt y tế dẫn đến một đảo ngược (bàn chân đang lăn vào bên trong), mắt cá chân quay theo chiều ngang dẫn đến một eversion (khi chân lăn ra bên ngoài). Khi điều này xảy ra, dây chằng giữa, hoặc cơ delta, dây chằng, bị kéo căng quá nhiều.

#### Cao (syndesmotic) bong gân mắt cá chân
Bong gân mắt cá chân cao là chấn thương dây chằng lớn phía trên mắt cá chân kết hợp với hai xương dài của chân dưới, được gọi là xương chày và xương sống. Vết bong gân mắt cá chân thường xuất hiện từ sự bẻ cong chân đột ngột và mạnh, thường xảy ra khi tiếp xúc và cắt chặn các môn thể thao như bóng đá, bóng bầu dục, khúc côn cầu, bóng lăn, bóng rổ, bóng chuyền, lacrosse, bóng mềm, bóng chày, đường đua, frisbee cuối cùng, bóng đá, tennis và cầu lông và cưỡi ngựa.

## Điều trị
Điều trị ban đầu thường bao gồm nghỉ ngơi, chườm đá, nẹp. Những yếu tố này đã được khuyến cáo bởi các bác sĩ trong nhiều thập kỷ để điều trị tổn thương mô mềm và mắt cá chân bị bong gân, một trong những chấn thương mô mềm phổ biến nhất. RICE giúp hạn chế khu vực bị sưng, và "tạo điều kiện thoát nước tĩnh mạch và bạch huyết". [9] Trong khi gần như được chấp nhận rộng rãi như là một điều trị của Hiệp hội Giảng viên Thể thao Quốc gia, phần lớn lý do sử dụng RICE hoặc các thành phần riêng lẻ chủ yếu dựa trên các thử nghiệm lâm sàng chất lượng thấp và các nghiên cứu trong phòng thí nghiệm với những người không bị thương hoặc mô hình động vật[10]

### Các biện pháp phòng ngừa

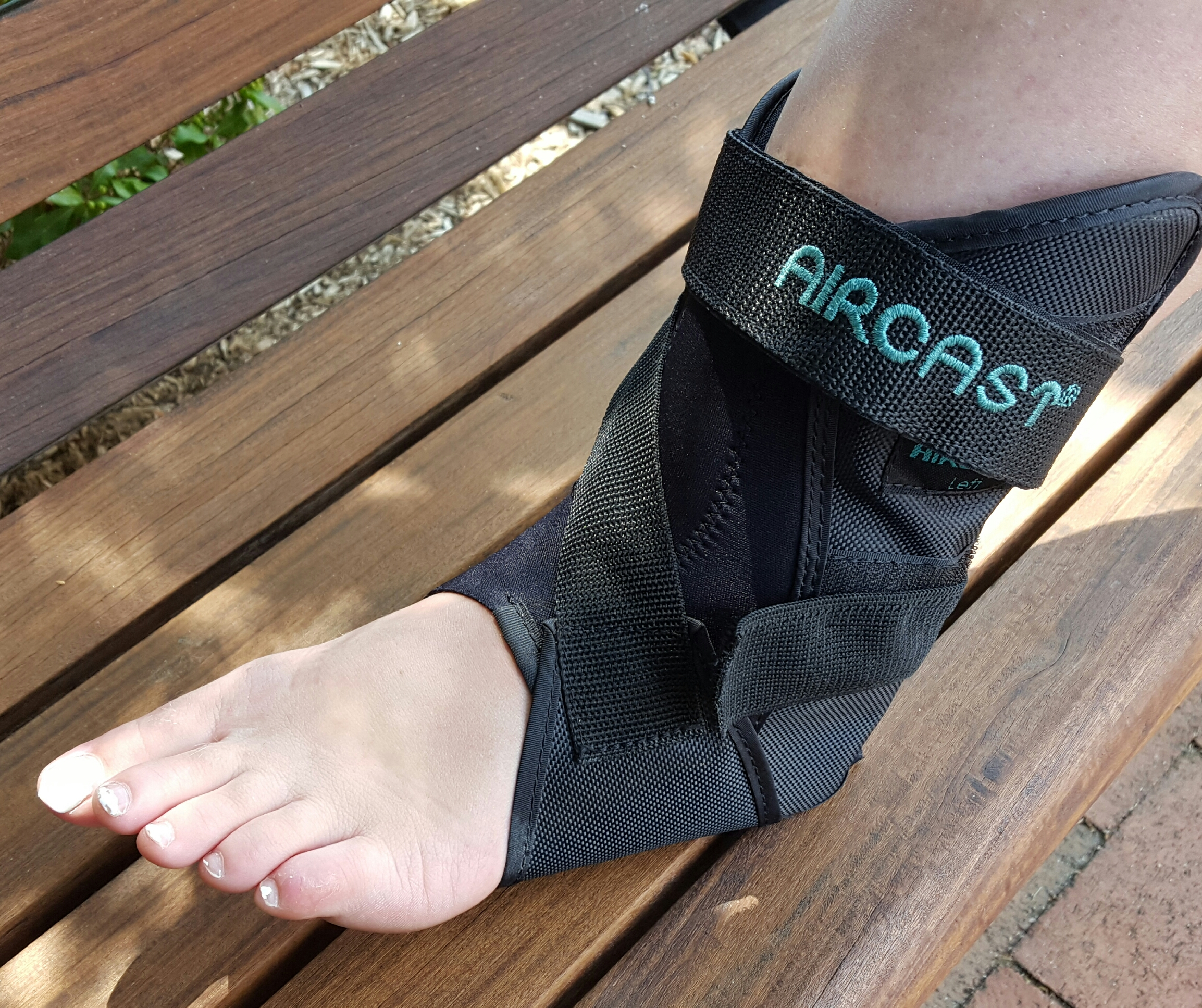
Một đôi cung cấp vừa phải hỗ trợ và nén cho một Lớp tôi trật mắt cá chân.

Chườm đá thường được sử dụng để giảm sưng trong chu kỳ 15-20 phút và 20-30 phút. Chườm đá mắt cá chân quá lâu có thể gây tổn thương lạnh nếu khu vực này chuyển sang màu trắng. [11] Ngoài ra, theo khuyến cáo chườm đá không được tiếp xúc trực tiếp với da, cần phải có một bộ lót mỏng ngắn giữa đá và khu vực được chườm. Một số chuyên gia cho rằng chườm đá không phải là tất cả. Gần đây, Gabe Mirkin, MD, người đã đặt ra và phổ biến từ viết tắt RICE trong cuốn Sách Y học Thể thao của ông vào năm 1978, hiện có một số vấn đề với chữ "i" trong RICE. Sau khi xem xét các nghiên cứu hiện đại, ông lưu ý rằng vì đá đóng đông các mạch máu "đá không tăng khả năng hồi phục mà làm trì hoãn nó" và hiện nay bỏ chườm đá hoàn toàn trừ khi cần thiết để giảm đau do sưng được khuyến cáo. [12] Tuy nhiên nó vẫn được chấp nhận rộng rãi và mặc dù bằng chứng lâm sàng là không nhiều, liệu pháp lạnh (chườm đá) là một nền tảng của thực hành lâm sàng cho các chuyên gia phục hồi chức năng.
Trong bong gân mắt cá chân không biến chứng, sưng mô mềm có thể được ngăn ngừa bằng cách nén xung quanh cả hai malleoli, độ cao của tổn thương mắt cá chân cao hơn tim, và các bài tập không đau. [13]
Khởi động đi bộ chỉnh hình thường được sử dụng để điều trị chấn thương mắt cá chân bị bong gân. Nẹp và nạng cũng được sử dụng để giúp làm giảm bớt cơn đau do đó mắt cá chân bị thương có thể chữa lành nhanh chóng và không đau đớn nhất có thể.
Mặc dù được tìm thấy là ít hiệu quả hơn phôi, băng nẹp được sử dụng để cung cấp hỗ trợ và nén cho mắt cá chân bị bong gân. Băng bó từ mắt cá của bàn chân và từ từ tiếp tục lên đến cơ sở của bắp chân, đẩy vùng sưng lên phía trung tâm của cơ thể để nó không tụ tập ở bàn chân.

### Phục hồi  và bình phục
Nhiều bài tập phục hồi chức năng khác nhau có thể được thực hiện để hỗ trợ một ca bong gân mắt cá chân ở bất kể mức độ nghiêm trọng của chấn thương. Mục đích của phục hồi chức năng cung cấp khả năng lấy lại sức mạnh và tính linh hoạt cho mắt cá chân. Một mắt cá chân bị bong gân trở nên sưng lên do sự gia tăng phù nề trong mô, vì hiệu ứng sinh lý này là nền tảng của cơn đau nên làm suy giảm phù nề là mục tiêu chính trong thời gian bắt đầu phục hồi chức năng. [14] Điều này có thể được thực hiện ngay lập tức bằng cách thực hiện các cơ chế RICE đó là nghỉ ngơi mắt cá chân, áp dụng chườm đá, băng bó, và nâng nó. [9] Sự quan trọng của tuần đầu tiên của phục hồi chức năng là bảo vệ mắt cá chân để tránh tổn thương thêm. Khi sự hồi phục tiến triển, bài tập có thể được áp dụng ở các cơ chế khác nhau cho đến khi mắt cá chân được hồi phục hoàn toàn. [15] Chìa khóa để phục hồi nhanh là thực hiện tất cả các loại khác nhau của các bài tập bong gân mắt cá chân để phạm vi cử động tăng lên trong khi cơn đau được giảm đi. [16]
Trong trường hợp mắt cá chân không hồi phục trong một khoảng thời gian thích hợp, các bài tập khác cần phải được thực hiện để có thể lấy lại sức mạnh và tính linh hoạt. Vật lý trị liệu chỉ định các loại bài tập khác nhau của bong gân mắt cá chân để đối phó với sự linh hoạt mắt cá chân, tăng cường, cân bằng, và sự nhanh nhẹn. Nếu bong gân mắt cá chân không lành lại, khớp có thể trở nên không ổn định và có thể dẫn đến đau mãn tính. [17] Nhận được điều trị thích hợp và thực hiện các bài tập thúc đẩy chức năng mắt cá chân là rất quan trọng để tăng cường sức mạnh của mắt cá chân và ngăn ngừa chấn thương nặng hơn.

#### Cố định mắt cá chân
Một gian đoạn ngắn của cố định dưới đầu gối hoặc trong một Aircast dẫn đến một phục hồi nhanh hơn 3 tháng so với một băng nén hình ống. [18] Ngược lại, một thử nghiệm ngẫu nhiên có đối chứng đã kết luận rằng việc tập thể dục thích hợp ngay lập tức sau khi bong gân đã cải thiện chức năng và phục hồi. [19] Những bài tập này tập trung vào việc tăng kích thước mắt cá chân của chuyển động, kích hoạt và tăng cường hệ thống cơ xương cá, phục hồi kiểm soát cảm biến bình thường, được thực hiện trong 20 phút, ba lần một ngày. [19] Sau chấn thương, không nên đi bộ trong vài ngày. Nghỉ ngơi trên giường sẽ giúp đẩy nhanh quá trình hồi phục và loại bỏ sự ảnh hưởng đến các bộ phận khác. Không nên cố gắng lái xe hoặc vận hành máy móc trong thời gian bị chấn thương.
Số lượng điều trị mà một người có thể thực hiện sẽ phụ thuộc vào mức độ đau đớn của họ và mức độ bong gân mà họ trải qua. Trở lại tập luyện thể thao hoặc các hoạt động thể chất cực đoan trước khi nhảy trên mắt cá chân mà không đau không được khuyến khích. Đi giày tennis cao cấp cũng có thể giúp ngăn ngừa bong gân mắt cá chân nếu những đôi giày được sử dụng được đan xen và nếu mắt cá chân được dán bằng băng dính rộng, không co giãn. [20]

#### Vận động / thao tác mắt cá chân
Đối với bong gân mắt cá chân cấp tính, việc điều khiển bằng tay / thao tác khớp mắt cá chân đã được tìm thấy để giảm đau và tăng phạm vi chuyển động. Đối với điều trị bong gân mắt cá chân cấp dưới / bán cấp mãn tính, các kỹ thuật này cải thiện dải mắt cá chân của chuyển động, giảm đau và cải thiện chức năng. [21]

#### Bài tập mắt cá chân
Để ngăn ngừa bong gân hoặc tái chấn thương xảy ra, tăng cường và kéo dài bài tập nên được thực hiện thông qua một loạt đầy đủ các chuyển động mắt cá chân. Để cải thiện tính di động của mắt cá chân, vòng tròn mắt cá chân có thể được thực hiện bằng cách duỗi dài chân ra phía trước của cơ thể và sau đó di chuyển bàn chân lên xuống, từ bên này sang bên kia, hoặc xoay bàn chân theo hình tròn. Một bài tập phổ biến khác để cải thiện tính di động cũng như trí tuệ là sử dụng các ngón chân để vẽ các chữ cái trong bảng chữ cái trong không khí. Quan trọng nhất, các mặt bên của khớp mắt cá chân nên được tăng cường với các bài tập eversion (tức là, dưới chân được chuyển ra ngoài chống lại sức đề kháng) để cải thiện sự ổn định mắt cá chân bên. [22] Duỗi dài chân cũng là một phần quan trọng của một lộ trình bài tập tăng cường, giúp duy trì tính linh hoạt chung.
Bài tập cân bằng và ổn định là đặc biệt quan trọng để tập lại các cơ mắt cá chân làm việc cùng nhau để hỗ trợ khớp. [23] Điều này bao gồm các bài tập được thực hiện bằng cách đứng trên một chân và sử dụng mắt cá chân bị thương để nâng cơ thể lên các ngón chân. Để nâng cao hơn nữa sự cân bằng và ổn định, các thiết bị tập thể dục như bảng rung có thể được sử dụng, nâng cao dần độ khó từ hai chân thành một chân, đầu tiên với mắt mở và sau đó nhắm mắt lại để nâng cao hiệu quả.

#### Bài tập linh hoạt
Ví dụ về một bài tập linh hoạt là dùng một đoạn khăn [24] và viết bảng chữ cái với các ngón chân sẽ làm tăng phạm vi chuyển động.

#### Tăng cường tập
Mắt cá chân tăng cường tập đang bước lại và đi bộ trên ngón chân đó sẽ tăng cường cơ xung quanh khu vực bị sưng.

#### Bài tập cân bằng
Các bài tập tăng cường mắt cá chân bằng cách đi bộ từ từ và đi bộ trên các ngón chân, giúp tăng cường hoạt động của các cơ xung quanh vùng bị sưng.

#### Bài tập nhanh nhẹn

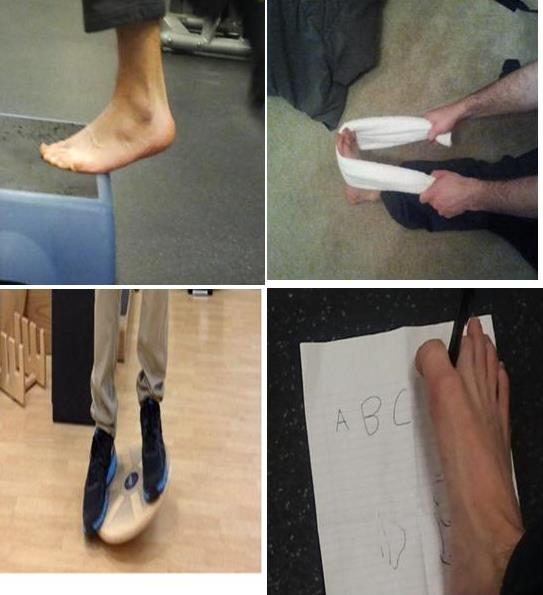
Các bài tập phục hồi chức năng cho bong gân mắt cá chân

Các bài tập về mặt hình học như nhảy xổm và bỏ qua sức mạnh không nên được thực hiện cho đến khi mắt cá chân đã lấy lại sự nhanh nhẹn đầy đủ.
Các chiến lược khác có thể được sử dụng để ngăn ngừa chấn thương mắt cá chân bao gồm:
- Đảm bảo khởi động thích hợp trước khi kéo dài và hoạt động;
- Khi chạy, chọn bề mặt bằng phẳng và tránh đá hoặc lỗ;
- Đảm bảo rằng giày có hỗ trợ gót chân thích hợp; và...
- Nếu mang giày cao gót, hãy đảm bảo rằng giày cao gót không cao quá 2 inch và tránh gót giày hẹp.

## Tiên lượng
Hầu hết bệnh nhân có thể cải thiện tình trạng đáng kể trong hai tuần đầu tiên. Tuy nhiên, một số vẫn có vấn đề về đau đớn và bất ổn sau một năm (5–30%). Tái chấn thương cũng rất phổ biến. [26]

## Dịch tễ học

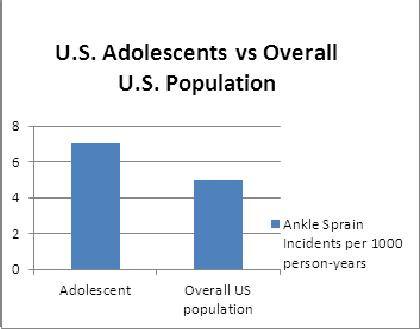
Tỷ lệ trật mắt các chân ở thiếu niên so với tỷ lệ mắc chung

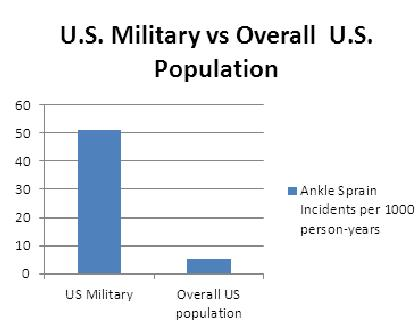
Dịch tễ học bong gân mắt cá chân- Quân đội Hoa Kỳ và Dân số chung

Bong gân mắt cá chân có thể xảy ra thông qua các hoạt động thể thao hoặc hoạt động sinh hoạt hàng ngày, và các cá nhân có thể có nguy cơ bị cao hơn hoặc thấp hơn tùy thuộc vào nhiều hoàn cảnh khác nhau bao gồm quê hương, chủng tộc, tuổi, giới tính hoặc nghề nghiệp. [27] Ngoài ra, còn có các loại bong gân mắt cá chân khác nhau như bong gân mắt cá chân vẫy và bong gân mắt cá chân đảo ngược. Nhìn chung, các loại phổ biến nhất của bong gân mắt cá chân xảy ra là một bong gân mắt cá chân đảo ngược, nơi bị uốn cong quá mức làm cho dây chằng trước talofibular bị ảnh hưởng. Một nghiên cứu cho thấy rằng đối với dân số Scandinavi, bong gân mắt cá chân đảo ngược chiếm 85% của tất cả các bong gân mắt cá chân. [25] Hầu hết các bong gân mắt cá chân xảy ra ở những người năng động hơn, chẳng hạn như vận động viên và tập thể dục thường xuyên.

### Bong gân trước mắt cá chân
Khi bong gân mắt cá chân xảy ra, bong gân mắt cá chân tiếp theo có nhiều khả năng theo dõi hơn. [28] Các biện pháp phòng ngừa được khuyến cáo rộng rãi nhất cho bong gân tái phát là đeo thiết bị bảo vệ mắt cá chân [29] (băng, hoặc nẹp mắt cá chân) và thực hiện các bài tập được thiết kế để tăng cường mắt cá chân và cải thiện sự cân bằng (ví dụ: bài tập bóng cân bằng). Trong một bài báo tổng quan về nghiên cứu phòng chống bong gân mắt cá chân, các tác giả tham khảo một nghiên cứu kéo dài một mùa trên một nhóm các cầu thủ bóng đá. 60 cầu thủ đeo dụng cụ bảo vệ mắt cá chân (băng hoặc mắt cá chân-niềng răng) trong suốt mùa bóng đá, và 171 người chơi khác đã được chọn làm đối chứng không đeo thiết bị bảo vệ mắt cá chân. Vào cuối mùa giải, 17% người chơi không đeo nẹp mắt cá chân / băng bị bong gân mắt cá chân, trong khi chỉ có 3% người chơi đeo bảo vệ phát sinh thương tích tương tự. Trong số những người chơi bị bong gân mắt cá chân và không đeo thiết bị bảo vệ mắt cá chân, 25% có tiền sử bị bong gân mắt cá chân trước đó. [30] Một bài báo khác được xem xét ngang hàng tham khảo một nghiên cứu kết luận rằng việc tập thể dục mắt cá chân có thể làm giảm nguy cơ bị bong gân tái phát 11%. [31]

### Độ tuổi
Trong một nghiên cứu so sánh sự phổ biến của bong gân mắt cá chân giữa các độ tuổi khác nhau, chủng tộc và giới tính, những cá nhân ở độ tuổi từ 10–19 tuổi có tỷ lệ bong gân mắt cá chân cao nhất. [32] Có thể giải thích rằng thanh thiếu niên vận động cơ thể nhiều hơn, dẫn đến nguy cơ bong gân mắt cá chân cao hơn. Hơn 50% bong gân mắt cá chân là do chấn thương liên quan đến thể thao. [33]

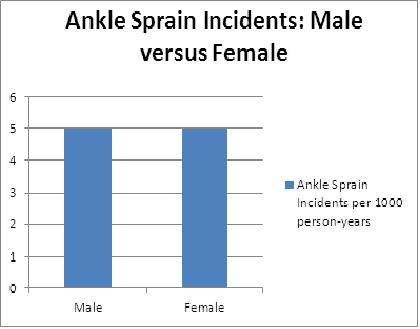
Tỷ lệ mắc bệnh mắt cá chân trung bình của nam và nữ

### Quân đội Hoa Kỳ
Hơn nữa, bong gân mắt cá chân trung bình của dân số Hoa Kỳ nói chung ước tính khoảng 5-7 người bong gân mắt cá chân trên 1000 người/ năm; tuy nhiên một nghiên cứu cho thấy rằng đối với các trường hợp quân đội, tỷ lệ bị bong gân mắt cá chân gấp khoảng 10 lần so với dân số nói chung [34]

### Nam so với nữ
Một nghiên cứu khác so sánh các ảnh hưởng giới tính trong bong gân mắt cá chân cho thấy rằng nam giới và nữ giới có tỷ lệ mắc các bong gân mắt cá chân tương tự nhau. Tuy nhiên, ở độ tuổi cụ thể 19-25 tuổi, nam giới có tỷ lệ bong gân mắt cá chân cao hơn đáng kể so với nữ giới. Hơn nữa, ở độ tuổi 30 trở lên, nữ giới có tỷ lệ bong gân mắt cá chân cao hơn nam giới. [27] Từ đó, có thể nói rằng tuổi tác và mức độ hoạt động dẫn đến nguy cơ bong gân mắt cá chân hơn là giới tính.